# にっぽん紀行
にっぽん紀行（にっぽんきこう）は、NHK総合テレビジョンとNHKワールド・プレミアムで不定期に放送されていたドキュメンタリーシリーズ。

## 概要
2004年にスタート。2008年までは、夏季のシリーズは『にっぽん夏紀行』、春季のシリーズは『にっぽん紀行』（2008年のみ『にっぽん紀行 春 出発』）というタイトルで放送。2009年からは全ての放送時期で『にっぽん紀行』というタイトルになっている。
2012年の時点に於いては、番組改編期や年末年始・夏季休暇期間などに、『NHKニュース7』の後の『クローズアップ現代』、及び地域情報番組（『北海道クローズアップ』『クローズアップ東北』『特報首都圏』『ナビゲーション』『金よう夜きらっと新潟』『かんさい熱視線』『フェイス』『四国羅針盤』『特報フロンティア』）枠を用いて放送されるのを基本とするが、枠が確保できない場合は他の時間帯に移る（後述）。全国放送を通じては取り上げられることの少ない、ローカルでありながら元気付けられるような小さな話を丁寧に拾っている。
2018年 3月29日の本放送以降、新作は放送されていない。代わって「ひとモノガタリ」の放送が開始。また2023年1月3日には「北の果て一人生きる　浜下福蔵92歳」が放送された。
NHKワールド・プレミアムでは通常ノンスクランブル放送される『クローズアップ現代』の時間枠差し替えの時はノンスクランブルで視聴可能であるが、それ以外の時間帯は原則としてスクランブル配信となる（まれに『クローズアップ現代』の時間枠差し替えでもスクランブル配信となる場合がある）。

## テーマソング
2004年 - 2007年
作曲：周防義和　歌：スーザン・オズボーン
2008年 - 終了
ウォン ウィンツァン（黄永燦）「旅のはじめに」（ピアノ曲）

## 放送リスト
氏名が 斜体 となっている人物は故人。

### 2008年
この年からテーマ曲が変更された。

### 2009年
この年から、放送される季節を問わず『にっぽん紀行』というタイトルで統一される。